# エレナ・アライベク
エレナ・アライベク（Jelena Alajbeg、女性、1989年10月1日 - ）は、クロアチアの元バレーボール選手。ポジションはオポジット。元クロアチア代表。

## 来歴
1989年、カシュテラ出身。2005年、エストニアで開催されたユース欧州選手権に出場し、4位入賞を果たすと自身もベストサーバー賞を受賞した。2006年にはジュニアの欧州選手権に出場し、銀メダルを獲得した。また、同年に地元のクラブチームであるOKカシュテラに入団し、プロとしてのキャリアをスタートさせる。2シーズンプレーした後、スペイン、ルーマニアのクラブを渡り歩き、2010年にスイスリーグの強豪ボレロ・チューリッヒに移籍した。スイスの国内リーグでは2年連続優勝を果たした。2013年よりトルコリーグのİlbankで活躍している。
シニア代表としてはヨーロッパ選手権には2007年より4大会連続出場している。世界選手権にも2010年大会、2014年大会と連続出場している。

## 球歴
- 世界選手権 - 2010年、2014年
- 欧州選手権 - 2007年、2009年、2011年、2013年
- ワールドグランプリ - 2014年

## 受賞歴
- 2005年  ユース欧州選手権　ベストサーバー賞

## 所属クラブ
- OKカシュテラ（2006-2008年）
- Club 15-15（2008-2009年）
- CSUメタル・ガラツィ（2009-2010年）
- VBC チューリッヒ（2010-2012年）
- VK Severianka（2012-2013年）
- İlbank（2013-2015年）
- CSMヴォレイ・アルバ・ブラジ（2015-2016年）
- CSMブカレスト（2016-2017年）
- チャナッカレ・ベレディイェスポル（2017-2018年）
- CSMトゥルゴヴィシュテ（2018-2019年）